# Церковь Успения Пресвятой Богородицы (Лютенька)
Церковь Успения Пресвятой Богородицы — новый деревянный храм, построенный под руководством протоиерея Василия (Лыло) на территории архитектурно-археологического памятника — руин Успенской церкви села Лютенька Полтавской области Украины.

## Описание
Деревянный пятикупольний храм построен в бойковском стиле по образцу церкви Покрова Пресвятой Богородицы (2002, перестроена в 2008 году на южном рынке Львова), на высоком каменном цоколе. Материалом для стен храма служит сосна. Купола и крыша церкви выполнены из кровельной стали темно-зеленого цвета. Установлено пять позолоченных крестов, под каждым расположены позолоченные шары. Площадь храма составляет 224 м², высота храма достигает 18 м.
Вблизи храма расположена уцелевшее здание церковной «сторожки», часть кирпичного забора и бывший церковный дом, который приватизирован местными жителями.

## История строительства
В 2007 году религиозную общину села Лютенька, возглавил протоиерей Василий (Лыло). По состоянию на 2008 год на территории руин Успенской церкви была стихийная свалка, рос густой кустарник, несколько старых деревьев. Силами религиозной общины данный земельный участок был приведен в порядок.
В 2008—2010 годах проводилась археологическая экспедиция Полтавского национального педагогического университета имени В. Г. Короленко и Полтавского краеведческого музея. В ходе экспедиции были найдены многочисленные человеческие захоронения и исторические артефакты. В ходе раскопок были найдены многочисленные человеческие захоронения и исторические артефакты. Остатки фундамента было концервованы. На месте церкви археологи нашли одежду украинского казацкого старшины начала XVIII века, захоронения жены полковника, уникальную «портретную» икону и другие уникальные артефакты.
2010 году митрополит Полтавский и Миргородский Филипп вместе со священнослужителями Гадячского благочиния освятили крест на строительство храма.
В том же году по благословению митрополита Филиппа было проведено перезахоронение человеческих останков, найденных в результате раскопок руководителем Гадячского благочиния протоиереем Игорем (Цебенко), протоиереем Степаном (Кавчак), протоиереем Василием (Лыло).
30 июня 2012 после чтения Акафиста Успению Пресвятой Богородицы началось строительство с выкапывания котлована под фундамент силами религиозной общины. В том же году был залит железобетонный фундамент.
Летом 2013 был построен каменный цоколь.
30 мая 2015 по благословению митрополита Филиппа состоялось освящение краеугольного камня протоиереем Степаном (Кавчак) и протоиереем Василием (Лыло), было начато строительство стен храма. Строительная бригада состояла из 7 человек, возглавлял которых Библив Юрий Юрьевич. Через 46 дней (14 июля 2015 года) строительство стен храма завершилось. В конце лета 2015 году внешние стены храма были окрашены.
2016 году начато возведение куполов и кровельные работы строительной бригадой Голуба Юрия Сергеевича. Установлено окна и двери.
2017 году утеплен и обшит вагонкой верхи храма.
2018 году утеплены и обшиты вагонкой паламарка и ризница.
2019 году утеплены и обшиты вагонкой хоры, и бабинец храма, построена декоративная деревянная ограда вокруг территории храма, проведен ремонт церковной «сторожки» и кирпичного забора. На церковном дворе высажены 20 елей.
По состоянию на весну 2019 году строительство храма продолжается. Храм строится на добровольные пожертвования религиозной общины.

## Интересные факты
- Во время сооружения нового храма богослужения совершались в молитвенном доме Успенской церкви, построенном протоиереем Иоанном (Кавчак) в 90-х годах.
- Ежегодно на храмовый праздник (Успение Пресвятой Богородицы) 28-го августа, проводится благотворительный обед, так называемые «галушки».